# Stéphane Moulin (arbitre)
Cet article concerne l'arbitre. Pour l'entraîneur, voir Stéphane Moulin (football). Pour les autres articles homonymes, voir Moulin (homonymie).
 (février 2008).
Si vous disposez d'ouvrages ou d'articles de référence ou si vous connaissez des sites web de qualité traitant du thème abordé ici, merci de compléter l'article en donnant les références utiles à sa vérifiabilité et en les liant à la section « Notes et références ».
Stéphane Moulin, né le 27 octobre 1963 à Rennes et mort le 8 novembre 2020 à Paris, est un arbitre international français de football. Professionnel de 1995 à 2008, il a arbitré plus de 300 matchs au plus haut niveau.

## Biographie
Il est nommé arbitre de la fédération en 1991 et officie sur les rencontres des championnats de France de Ligue 1 et Ligue 2. Il a été[Quand ?] l'un des plus anciens arbitres en ligue 1 avec Eric Poulat. 
Il est aussi président de la Commission Régionale d'Arbitrage de la Ligue de Franche-Comté de football et de ce fait participe à la formation des arbitres de cette ligue et de ses districts (dont celui du Jura, le district de ses débuts), entre autres tâches incombant à cette fonction. Il est aussi le vice-président de l'Amicale Française des Arbitres de Football de la section régionale franc-comtoise.
Il a été professeur[réf. nécessaire] au C.F.A de Gevingey dans le Jura et responsable de la désignation des arbitres de Ligue 1 et Ligue 2.
Le 8 novembre 2020, il est retrouvé mort à son domicile. Selon Nicolas Pottier, un chantage homophobe pourrait être à l'origine de son suicide.
| Saison    | Compétitions                            | Nbre de matchs | Cartons jaunes | Cartons rouges |
| --------- | --------------------------------------- | -------------- | -------------- | -------------- |
| 1993-1994 | Division 2                              | 14             | 3              | 5              |
| 1993-1994 | Coupe de France                         | 1              | 0              | 0              |
| 1994-1995 | Division 2                              | 16             | 41             | 3              |
| 1995-1996 | Division 2                              | 19             | 8              | 4              |
| 1995-1996 | Coupe de France                         | 1              | 1              | 0              |
| 1995-1996 | Coupe de la Ligue                       | 2              | 2              | 0              |
| 1996-1997 | Division 1                              | 16             | 45             | 5              |
| 1996-1997 | Division 2                              | 11             | 5              | 3              |
| 1996-1997 | Coupe de France                         | 2              | 0              | 0              |
| 1996-1997 | Coupe de la Ligue                       | 1              | 0              | 0              |
| 1997-1998 | Division 2                              | 17             | 62             | 4              |
| 1997-1998 | Coupe de France                         | 1              | 6              | 2              |
| 1997-1998 | Coupe de la Ligue                       | 1              | 3              | 0              |
| 1998-1999 | Division 1                              | 12             | 42             | 2              |
| 1998-1999 | Division 2                              | 10             | 34             | 4              |
| 1999-2000 | Division 1                              | 13             | 46             | 0              |
| 1999-2000 | Division 2                              | 7              | 15             | 1              |
| 1999-2000 | Coupe de France                         | 3              | 3              | 0              |
| 1999-2000 | Coupe de la Ligue                       | 2              | 4              | 1              |
| 2000-2001 | Trophée des champions                   | 1              | 1              | 0              |
| 2000-2001 | Coupe Intertoto                         | 1              | 5              | 1              |
| 2000-2001 | Coupe UEFA                              | 3              | 7              | 0              |
| 2000-2001 | Division 1                              | 15             | 51             | 5              |
| 2000-2001 | Division 2                              | 5              | 16             | 1              |
| 2000-2001 | Coupe de France                         | 2              | 5              | 2              |
| 2000-2001 | Coupe de la Ligue                       | 2              | 4              | 0              |
| 2001-2002 | Coupe Intertoto                         | 1              | 4              | 0              |
| 2001-2002 | Coupe UEFA                              | 1              | 6              | 0              |
| 2001-2002 | Qualifications pour l'Euro espoirs 2002 | 2              | 13             | 2              |
| 2001-2002 | Division 1                              | 14             | 62             | 7              |
| 2001-2002 | Division 2                              | 7              | 30             | 1              |
| 2001-2002 | Coupe de France                         | 1              | 5              | 1              |
| 2001-2002 | Coupe de la Ligue                       | 1              | 3              | 0              |
| 2002-2003 | Ligue 1                                 | 18             | 88             | 6              |
| 2002-2003 | Ligue 2                                 | 8              | 37             | 2              |
| 2003-2004 | Ligue 1                                 | 17             | 59             | 2              |
| 2003-2004 | Ligue 2                                 | 7              | 30             | 3              |
| 2003-2004 | Coupe de France                         | 2              | 6              | 1              |
| 2003-2004 | Coupe de la Ligue                       | 1              | 5              | 0              |
| 2004-2005 | Ligue 1                                 | 15             | 74             | 5              |
| 2004-2005 | Ligue 2                                 | 7              | 28             | 5              |
| 2004-2005 | Coupe de France                         | 2              | 6              | 2              |
| 2004-2005 | Coupe de la Ligue                       | 1              | 6              | 0              |
| 2005-2006 | Ligue 1                                 | 9              | 38             | 4              |
| 2005-2006 | Ligue 2                                 | 5              | 23             | 1              |
| 2006-2007 | Coupe de la Ligue                       | 1              | 4              | 0              |
| 2006-2007 | Coupe de France                         | 2              | 6              | 0              |
| 2006-2007 | Ligue 1                                 | 17             | 78             | 5              |
| 2006-2007 | Ligue 2                                 | 5              | 17             | 2              |
| 2007-2008 | Ligue 1                                 | 11             | 45             | 1              |
| 2007-2008 | Ligue 2                                 | 5              | 16             | 0              |
| 2007-2008 | Coupe de France                         | 2              | 9              | 1              |